# Villemoisan
Villemoisan ist eine Ortschaft und eine Commune déléguée in der westfranzösischen Gemeinde Val d’Erdre-Auxence mit 691 Einwohnern (Stand: 1. Januar 2022) im Département Maine-et-Loire in der Region Pays de la Loire Die Einwohner werden Villemoisanais genannt.
Die Gemeinde Villemoisan wurde am 15. Dezember 2016 mit Le Louroux-Béconnais und La Cornuaille zur neuen Gemeinde Val d’Erdre-Auxence zusammengeschlossen. Sie gehörte zum Arrondissement Angers und zum Kanton Chalonnes-sur-Loire.

## Geographie
Villemoisan liegt etwa 35 Kilometer westnordwestlich von Angers am Croissel.
Durch die Commune déléguée verläuft die frühere Route nationale 163 (heutige D963).

## Bevölkerungsentwicklung
| Jahr      | 1962 | 1968 | 1975 | 1982 | 1990 | 1999 | 2006 | 2013 |
| Einwohner | 514  | 520  | 500  | 464  | 476  | 495  | 571  | 636  |

Quelle: INSEE

## Sehenswürdigkeiten

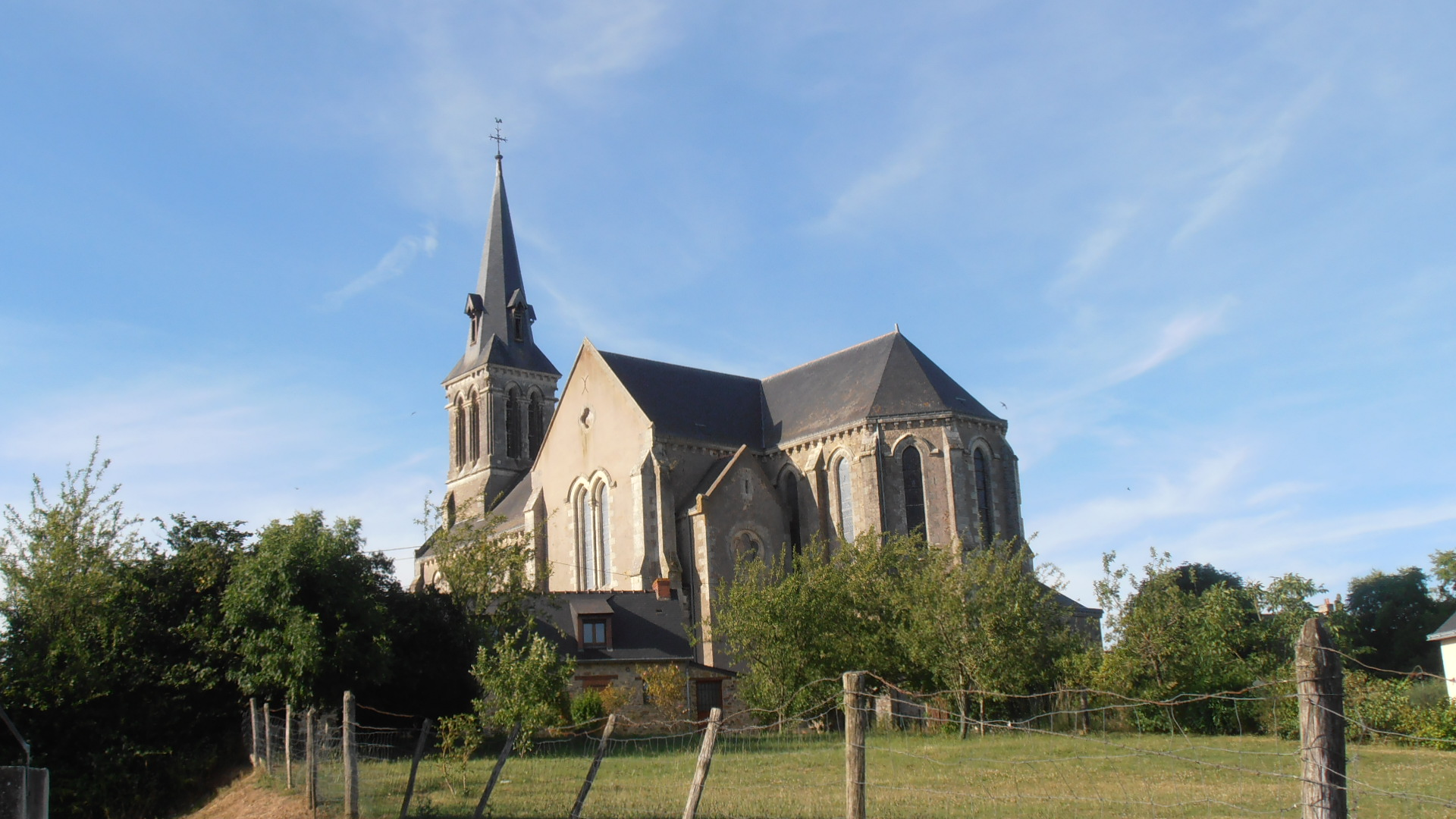
Kirche Saint-Pierre-Saint-Paul

- Dolmen von Pontpiau
- Priorat von 1121
- Kirche Saint-Pierre-Saint-Paul
- Komtur von Béconnais